# Ligne du Born
La ligne du Born (Bornlinie en allemand), nommée d'après la montagne du Born qu'elle traverse, est inaugurée le 2 avril 1981 comme ligne de contournement de la gare d'Aarburg - Oftringen. Elle relie directement la gare d'Olten à la gare de Rothrist. C'est aujourd'hui la voie d'accès à la nouvelle ligne Mattstetten–Rothrist et fait partie de la ligne Olten-Berne. Elle a aussi été surnommée la ligne "Ruttiger" pendant la construction, puisqu'elle passe devant le lotissement de Rutigen.
La distance entre Olten et Rothrist est raccourcie de 7016 mètres à 5971 mètres.

## Historique
Le tracé de l'ancienne ligne ferroviaire Berne - Langenthal - Olten inaugurée le 16 mars 1857 entre Aarburg-Oftringen et Herzogenbuchsee par les Chemins de fer du central suisse ne répondait plus aux besoins d'exploitation, particulièrement avec le passage par Aarburg-Oftringen, qui était limité à 40 km/h  , et restreignait le passage des trains rapides Berne-Zurich. La ligne Olten-Aarburg-Oftringen ne comptait que deux voies et avait atteint sa limite de capacité car elle devait accueillir tous les trains en provenance et à destination de Berne et Lucerne. Les CFF ont donc décidé de construire une nouvelle ligne entre Olten et Rothrist parallèlement à la modernisation de la gare d'Olten.
La construction de la ligne a commencé en 1976, avec un budget total estimé à 69,5 millions de francs.
Carlos Grosjean, président du conseil d'administration des CFF, a inauguré la ligne le 2 avril 1981. Le train d'ouverture était tiré par le Re 6/6 11624 "Rothrist", sur lequel étaient collées des bandes décoratives. Les voitures de première classe EW I + II et les deux berlines EW I ont été utilisées comme voitures. La mise en service de la ligne pour les voyageurs a eu lieu le 31 mai 1981.
Le parcours a été conçu pour une vitesse maximale de 140 km/h. Des traverses en béton et des rails lourds d'un poids de 60 kg/m ont été posés, ce qui permet aujourd'hui de rouler avec une pression d'essieu de 22,5 tonnes (classe de ligne D4). L'itinéraire, qui ne fait que 5,5 kilomètres de long, a permis d'économiser 3 à 4 minutes de temps de trajet entre Zurich et Berne. La construction de la ligne parallèlement à la rénovation de la gare d'Olten a permis d'augmenter significativement le nombre d'itinéraires ferroviaires possibles entre Olten et les villes de Berne et de Lucerne.

## Caractéristiques

### Tracé et ouvrages d'art
Le tracé comprend trois longs ponts et un tunnel. En sortie de la gare d'Olten, l'Aar est franchie par le pont Kessiloch, qui fait 169 mètres de long. Ajoutés au passage au-dessus de la route cantonale, cela fait une longueur totale de 281 mètres. La ligne passe ensuite devant la maison de retraite Rutigen, où un mur antibruit a été érigé lors de la construction de l'itinéraire. Vient ensuite le tunnel du Born, long de 810 mètres. De vastes mesures de stabilisation des versants avec des ancrages rocheux ont été nécessaires à chacun des portails du tunnel. Immédiatement après, le pont Ruppoldinger traverse à nouveau l'Aar sur 320 mètres, puis le pont autoroutier Pfaffneren passe au-dessus de l'A1. Finalement, la ligne atteint la gare de Rothrist. Le tracé a été construit sans intersections en vue de la nouvelle ligne au début des années 2000.
Le tunnel du Born, long de 810 mètres, a dû être creusé sur 100 mètres en utilisant la méthode de congélation. Il s'agissait de la première application de ce procédé en Suisse dans un grand projet de tunnel. Le tunnel du Born a été percé le 1er février 1978.
Le pont Ruppoldinger sur l'Aar est un viaduc d'accès en six plateaux. Lors de son inauguration fin novembre 1978, il s'agissait du pont à poutres en béton précontraint avec la plus grande portée de tous les ponts ferroviaires de ce type en Suisse.

### Gares
Dans le cadre de la construction de la ligne du Born, la gare de Rothrist a été équipée avec un nouveau hangar à marchandises, un nouveau bâtiment d'accueil et une plateforme intermédiaire avec passage souterrain en 1979, alors que les anciens bâtiments ont été démolis.

## Exploitation
L'itinéraire est principalement utilisé par les trains de voyageurs longue distance d'Olten à Berne. Les trains de marchandises circulant entre Olten et Berne via Langenthal ou la nouvelle ligne empruntent également généralement cette ligne. Seuls les trains régionaux continuent d'emprunter l'ancien itinéraire via la gare d'Aarburg-Oftringen.